# Copa América 1953
De Copa América 1953 (eigenlijk Zuid-Amerikaans voetbalkampioenschap 1953, want de naam Copa América wordt pas vanaf 1975 gedragen) was een toernooi gehouden in Peru van 22 februari tot 1 april 1953.
De deelnemende landen waren Bolivia, Brazilië, Chili, Ecuador, Paraguay, Peru en Uruguay.
Argentinië en Colombia trokken zich terug.

## Deelnemende landen
| Land         | Aantal deelnames | Huidig aantal deelnames op rij | Vorige deelname |
| ------------ | ---------------- | ------------------------------ | --------------- |
| Bolivia      | 7de              | 5                              | 1949            |
| Brazilië (t) | 15de             | 2                              | 1949            |
| Chili        | 17de             | 10                             | 1949            |
| Ecuador      | 7de              | 3                              | 1949            |
| Paraguay     | 14de             | 4                              | 1949            |
| Peru (g)     | 10de             | 3                              | 1949            |
| Uruguay      | 21ste            | 13                             | 1949            |

- (g) = gastland
- (t) = titelverdediger

## Stadion
| Lima                                | · Lima |
| Estadio Nacional Capaciteit: 50.000 | · Lima |
|                                     | · Lima |

## Scheidsrechters
De organisatie nodigde in totaal 6 scheidsrechters uit voor 22 duels. Tussen haakjes staat het aantal gefloten duels tijdens de Copa América 1953.

## Eindstand
| Land     | Wed | Win | Gel | Ver | DV | DT | +/− | Pnt |
| -------- | --- | --- | --- | --- | -- | -- | --- | --- |
| Brazilië | 6   | 4   | 0   | 2   | 15 | 6  | +9  | 8   |
| Paraguay | 6   | 3   | 2   | 1   | 11 | 6  | +5  | 8   |
| Uruguay  | 6   | 3   | 1   | 2   | 15 | 6  | +9  | 7   |
| Chili    | 6   | 3   | 1   | 2   | 10 | 10 | 0   | 7   |
| Peru     | 6   | 3   | 1   | 2   | 4  | 6  | –2  | 7   |
| Bolivia  | 6   | 1   | 1   | 4   | 6  | 15 | –9  | 3   |
| Ecuador  | 6   | 0   | 2   | 4   | 1  | 13 | –12 | 2   |

## Wedstrijden
Elk land moest één keer tegen elk ander land spelen. De puntenverdeling was als volgt:
- Twee punten voor winst
- Eén punt voor gelijkspel
- Nul punten voor verlies

|                                     |            |       |      |                                                                          |
| 22 februari 1953 «onderlinge duels» | Bolivia    | 1 – 0 | Peru | Estadio Nacional Lima Toeschouwers: 50.000 Scheidsrechter: George Rhoden |
| 22 februari 1953 «onderlinge duels» | Ugarte 53' |       |      | Estadio Nacional Lima Toeschouwers: 50.000 Scheidsrechter: George Rhoden |

|                                     |                              |       |       |                                                                             |
| 25 februari 1953 «onderlinge duels» | Paraguay                     | 3 – 0 | Chili | Estadio Nacional Lima Toeschouwers: 45.000 Scheidsrechter: Richard Maddison |
| 25 februari 1953 «onderlinge duels» | Fernández 54', 75' Berni 78' |       |       | Estadio Nacional Lima Toeschouwers: 45.000 Scheidsrechter: Richard Maddison |

|                                     |                       |       |         |                                                                         |
| 25 februari 1953 «onderlinge duels» | Uruguay               | 2 – 0 | Bolivia | Estadio Nacional Lima Toeschouwers: 45.000 Scheidsrechter: Charles Dean |
| 25 februari 1953 «onderlinge duels» | Puente 11' Romero 88' |       |         | Estadio Nacional Lima Toeschouwers: 45.000 Scheidsrechter: Charles Dean |

|                                     |                   |       |         |                                                                          |
| 28 februari 1953 «onderlinge duels» | Peru              | 1 – 0 | Ecuador | Estadio Nacional Lima Toeschouwers: 50.000 Scheidsrechter: George Rhoden |
| 28 februari 1953 «onderlinge duels» | Gómez Sánchez 78' |       |         | Estadio Nacional Lima Toeschouwers: 50.000 Scheidsrechter: George Rhoden |

|                                 |                                                                        |       |                   |                                                                             |
| 1 maart 1953 «onderlinge duels» | Brazilië                                                               | 8 – 1 | Bolivia           | Estadio Nacional Lima Toeschouwers: 45.000 Scheidsrechter: Richard Maddison |
| 1 maart 1953 «onderlinge duels» | Julinho 18', 20', 42', 52' Francisco Rodrigues 25', 44' Pinga 39', 60' |       | Ugarte 73' (pen.) | Estadio Nacional Lima Toeschouwers: 45.000 Scheidsrechter: Richard Maddison |

|                                 |                     |       |                        |                                                                         |
| 1 maart 1953 «onderlinge duels» | Chili               | 3 – 2 | Uruguay                | Estadio Nacional Lima Toeschouwers: 45.000 Scheidsrechter: Charles Dean |
| 1 maart 1953 «onderlinge duels» | Molina 5', 55', 67' |       | Morel 70' Balseiro 81' | Estadio Nacional Lima Toeschouwers: 45.000 Scheidsrechter: Charles Dean |

|                                 |          |       |         |                                                                         |
| 4 maart 1953 «onderlinge duels» | Paraguay | 0 – 0 | Ecuador | Estadio Nacional Lima Toeschouwers: 45.000 Scheidsrechter: Mário Vianna |
| 4 maart 1953 «onderlinge duels» |          |       |         | Estadio Nacional Lima Toeschouwers: 45.000 Scheidsrechter: Mário Vianna |

|                                 |       |       |      |                                                                             |
| 4 maart 1953 «onderlinge duels» | Chili | 0 – 0 | Peru | Estadio Nacional Lima Toeschouwers: 45.000 Scheidsrechter: Richard Maddison |
| 4 maart 1953 «onderlinge duels» |       |       |      | Estadio Nacional Lima Toeschouwers: 45.000 Scheidsrechter: Richard Maddison |

|                                 |           |       |           |                                                                            |
| 8 maart 1953 «onderlinge duels» | Bolivia   | 1 – 1 | Ecuador   | Estadio Nacional Lima Toeschouwers: 45.000 Scheidsrechter: Charles McKenna |
| 8 maart 1953 «onderlinge duels» | Alcón 25' |       | Guzmán 6' | Estadio Nacional Lima Toeschouwers: 45.000 Scheidsrechter: Charles McKenna |

|                                 |                             |       |                         |                                                                             |
| 8 maart 1953 «onderlinge duels» | Peru                        | 2 – 2 | Paraguay                | Estadio Nacional Lima Toeschouwers: 45.000 Scheidsrechter: Richard Maddison |
| 8 maart 1953 «onderlinge duels» | Gómez Sánchez 47' Terry 53' |       | Fernández 36' Berni 77' | Estadio Nacional Lima Toeschouwers: 45.000 Scheidsrechter: Richard Maddison |

|                                  |                           |       |                   |                                                                          |
| 12 maart 1953 «onderlinge duels» | Paraguay                  | 2 – 2 | Uruguay           | Estadio Nacional Lima Toeschouwers: 35.000 Scheidsrechter: David Gregory |
| 12 maart 1953 «onderlinge duels» | Atilio López 5' Berni 52' |       | Balseiro 36', 55' | Estadio Nacional Lima Toeschouwers: 35.000 Scheidsrechter: David Gregory |

|                                  |                        |       |         |                                                                             |
| 12 maart 1953 «onderlinge duels» | Brazilië               | 2 – 0 | Ecuador | Estadio Nacional Lima Toeschouwers: 35.000 Scheidsrechter: Richard Maddison |
| 12 maart 1953 «onderlinge duels» | Ademir 18' Cláudio 55' |       |         | Estadio Nacional Lima Toeschouwers: 35.000 Scheidsrechter: Richard Maddison |

|               |              |       |         |                                                                            |
| 15 maart 1953 | Brazilië     | 1 – 0 | Uruguay | Estadio Nacional Lima Toeschouwers: 45.000 Scheidsrechter: Charles McKenna |
| 15 maart 1953 | Ipojucan 87' |       |         | Estadio Nacional Lima Toeschouwers: 45.000 Scheidsrechter: Charles McKenna |

|                                  |                            |       |                  |                                                                          |
| 16 maart 1953 «onderlinge duels» | Paraguay                   | 2 – 1 | Bolivia          | Estadio Nacional Lima Toeschouwers: 15.000 Scheidsrechter: David Gregory |
| 16 maart 1953 «onderlinge duels» | Angel Romero 17' Berni 22' |       | Ramon Santos 76' | Estadio Nacional Lima Toeschouwers: 15.000 Scheidsrechter: David Gregory |

|                                  |                               |       |         |                                                                             |
| 19 maart 1953 «onderlinge duels» | Chili                         | 3 – 0 | Ecuador | Estadio Nacional Lima Toeschouwers: 55.000 Scheidsrechter: Richard Maddison |
| 19 maart 1953 «onderlinge duels» | Molina 33', 47' Cremaschi 70' |       |         | Estadio Nacional Lima Toeschouwers: 55.000 Scheidsrechter: Richard Maddison |

|                                  |               |       |          |                                                                            |
| 19 maart 1953 «onderlinge duels» | Peru          | 1 – 0 | Brazilië | Estadio Nacional Lima Toeschouwers: 55.000 Scheidsrechter: Charles McKenna |
| 19 maart 1953 «onderlinge duels» | Navarrete 51' |       |          | Estadio Nacional Lima Toeschouwers: 55.000 Scheidsrechter: Charles McKenna |

|                                  |                                     |       |                 |                                                                             |
| 23 maart 1953 «onderlinge duels» | Brazilië                            | 3 – 2 | Chili           | Estadio Nacional Lima Toeschouwers: 35.000 Scheidsrechter: Richard Maddison |
| 23 maart 1953 «onderlinge duels» | Julinho 1' Zizinho 53' Baltazar 70' |       | Molina 62', 76' | Estadio Nacional Lima Toeschouwers: 35.000 Scheidsrechter: Richard Maddison |

|                                  |                                                                           |       |         |                                                                          |
| 23 maart 1953 «onderlinge duels» | Uruguay                                                                   | 6 – 0 | Ecuador | Estadio Nacional Lima Toeschouwers: 35.000 Scheidsrechter: David Gregory |
| 23 maart 1953 «onderlinge duels» | Méndez 12' Puente 51' Peláez 58' Morel 60' Carlos Romero 86' Balseiro 88' |       |         | Estadio Nacional Lima Toeschouwers: 35.000 Scheidsrechter: David Gregory |

|                                  |                           |       |                   |                                                                         |
| 27 maart 1953 «onderlinge duels» | Paraguay                  | 2 – 1 | Brazilië          | Estadio Nacional Lima Toeschouwers: 35.000 Scheidsrechter: Charles Dean |
| 27 maart 1953 «onderlinge duels» | Atilio López 49' León 89' |       | Nílton Santos 12' | Estadio Nacional Lima Toeschouwers: 35.000 Scheidsrechter: Charles Dean |

|                                  |                               |       |                            |                                                                             |
| 28 maart 1953 «onderlinge duels» | Chili                         | 2 – 2 | Bolivia                    | Estadio Nacional Lima Toeschouwers: 45.000 Scheidsrechter: Richard Maddison |
| 28 maart 1953 «onderlinge duels» | Meléndez 28' Díaz Carmona 52' |       | Ramón Santos 15' Alcón 49' | Estadio Nacional Lima Toeschouwers: 45.000 Scheidsrechter: Richard Maddison |

|                                  |                                   |       |      |                                                                         |
| 28 maart 1953 «onderlinge duels» | Uruguay                           | 3 – 0 | Peru | Estadio Nacional Lima Toeschouwers: 45.000 Scheidsrechter: Mário Vianna |
| 28 maart 1953 «onderlinge duels» | Peláez 23', 67' Carlos Romero 71' |       |      | Estadio Nacional Lima Toeschouwers: 45.000 Scheidsrechter: Mário Vianna |

## Finale
Brazilië en Paraguay speelden gelijk (doelsaldo telde niet), dus moest er een finale gespeeld worden.
|                                 |                                            |       |                   |                                                                         |
| 1 april 1953 «onderlinge duels» | Paraguay                                   | 3 – 2 | Brazilië          | Estadio Nacional Lima Toeschouwers: 35.000 Scheidsrechter: Charles Dean |
| 1 april 1953 «onderlinge duels» | Atilio López 14' Gavilán 17' Fernández 41' |       | Baltazar 56', 65' | Estadio Nacional Lima Toeschouwers: 35.000 Scheidsrechter: Charles Dean |

|                               |
| Vlag van Paraguay (1842-1954) |
| PARAGUAY 1ste titel           |

## Doelpuntenmakers
7 doelpunten
- Molina

5 doelpunten
- Julinho

4 doelpunten
- Berni

- Fernández

- Balseiro

3 doelpunten
- Baltazar
- Atilio López

- Carlos Romero
- Peláez

2 doelpunten
- Alcón
- Ramón Santos
- Ugarte

- Pinga
- Francisco Rodrigues
- Gómez Sánchez

- Morel
- Puente

1 doelpunt
- Ademir
- Cláudio
- Ipojucan
- Nílton Santos
- Zizinho

- Cremaschi
- Díaz Carmona
- Meléndez
- Guzmán
- Angel Romero

- León
- Gavilán
- Navarrete
- Terry
- Méndez

1916 · 
1917 · 
1919 · 
1920 · 
1921 · 
1922 · 
1923 · 
1924 · 
1925 · 
1926 · 
1927 · 
1929 · 
1935 · 
1937 · 
1939 · 
1941 · 
1942 · 
1945 · 
1946 · 
1947 · 
1949 · 
1953 · 
1955 · 
1956 · 
1957 · 
1959 · 
1959 · 
1963 · 
1967 · 
1975 · 
1979 · 
1983 · 
1987 · 
1989 · 
1991 · 
1993 · 
1995 · 
1997 · 
1999 · 
2001 · 
2004 · 
2007 · 
2011 · 
2015 · 
2016 ·
2019 ·
2021 ·
2024